# سكيمبت (بيدفوردشير)
سكيمبت (بالإنجليزية: Skimpot)‏ هي قرية تقع في المملكة المتحدة في شرق انجلترا.